# Линтнер, Рихард
Рихард Линтнер (словац. Richard Lintner; род. 15 ноября 1977, Тренчин, Западно-Словацкий край) — словацкий хоккеист, игравший на позиции защитника. 16 февраля 2015 года объявил о завершении карьеры игрока.

## Биография
На Чемпионате мира 2014 года в Беларуси Рихард работал на словацком телевидении в качестве комментатора и хоккейного эксперта.

## Достижения
Шведская хоккейная лига
- Серебряный призёр, 2002
- Наибольшее кол-во шайб(18) и очков (31) среди защитников, 2004

Международные соревнования
- Победитель чемпионата мира, 2002
- Наибольшее кол-во шайб (4) и очков (8) среди защитников, 2002
- Бронзовый призёр чемпионата мира, 2003

Личные
- Медаль Президента Словацкой Республики (14 мая 2003 года)[2]
- Крест Президента Словацкой Республики I степени (15 мая 2002 года)[3]